# Hermann Jakob Knapp
Hermann Jakob Knapp (Dauborn, 1832. március 17. – New York, 1911. április 30.) német-amerikai szemész és fülész.

## Élete
Daubornban született, a Nassaui Grófságban. 1854-ben szerezte az orvosi diplomáját a Giesseni Egyetemen. Fiatal orvosként tanult Franciscus Cornelis Dondersszel Utrechtben, William Bowmannal Londonban, Albrecht von Graefe-vel Berlinben és Hermann Ludwig von Helmholtzcal Heidelbergben. 1860-tól 1864-ig ő volt a Heidelbergi Egyetem szemészprofesszora.
Ezután New Yorkba emigrált, ahol sebészként dolgozott. 1869-ben megalapította a New York-i Szemészeti és Hallási Intézetet, amelyet 1913–39 között Hermann Knapp Emlékkórháznak hívtak. 1882-ben a New York Egyetem professzora volt, majd 1888-ban a Columbia Egyetemen tanított. Fia, Arnold Knapp (1869–1956) szintén neves szemész volt.
Ő a névadója a Knapp-csíkoknak (más néven angioid csíkok). Számos szemműtő eszköz is a nevét viseli, mint a „Knapp-trachomacsipeszek”.
Knappot New Yorkban temették el.